# تلمبة شهيد احمد سليماني (مشيز بردسير)
تلمبة شهيد احمد سليماني (بالفارسية: تلمبه شهید احمد سلیمانی) هي مستوطنة تقع في إيران في كرمان. يقدر عدد سكانها بـ 16 نسمة بحسب إحصاء 2016.